# 肖爾斯 (印第安納州)
肖爾斯（英語：Shoals）是一個位於美國印地安納州馬丁縣的城市。根據2010年美國人口普查，該地人口為756人，而該地的面積約為4.89平方千米。同時該地也是馬丁縣的縣治。

## 地理
肖爾斯的座標為38°39′59″N 86°47′33″W / 38.66639°N 86.79250°W，而該地的平均海拔高度為154米（即505英尺）。